# Rolf Calissendorff
Rolf Calissendorff, född den 24 juni 1887 i Sundsvall, död den 23 januari 1974 i Täby församling, Stockholms län, var en svensk bankdirektör, far till Gotthard Calissendorff.

## Biografi
Calissendorff avlade sjöofficersexamen 1908, blev kapten 1918 och övergick till reserven 1919. Han blev tjänsteman vid Stockholms enskilda bank samma år, direktionssekreterare 1922, direktörsassistent 1932 och var direktör där 1935–1946. Han var verkställande direktör i Emissionsinstitutet 1946–1950 och i Investor 1950–1957. Han var riddare av Svärdsorden och Nordstjärneorden samt kommendör av rumänska Stjärnorden.
Han var gift från 1914 med Karin Dahlerus. Makarna Calissendorff är begravda på Djursholms begravningsplats.